# بريمن (جورجيا)
بريمن (بالإنجليزية: Bremen, Georgia)‏ هي مدينة تقع في مقاطعة هارالسون، جورجيا, مقاطعة كارول، جورجيا بولاية جورجيا في الولايات المتحدة. تبلغ مساحة هذه المدينة 23.1 (كم²)، وترتفع عن سطح البحر 425 م، بلغ عدد سكانها 6227 نسمة في عام 2010 حسب إحصاء مكتب تعداد الولايات المتحدة.

## أعلام
- توم ميرفي
- والتر ويلسون

## وصلات خارجية
- Cities & Counties - Georgia.gov